# Niño índigo

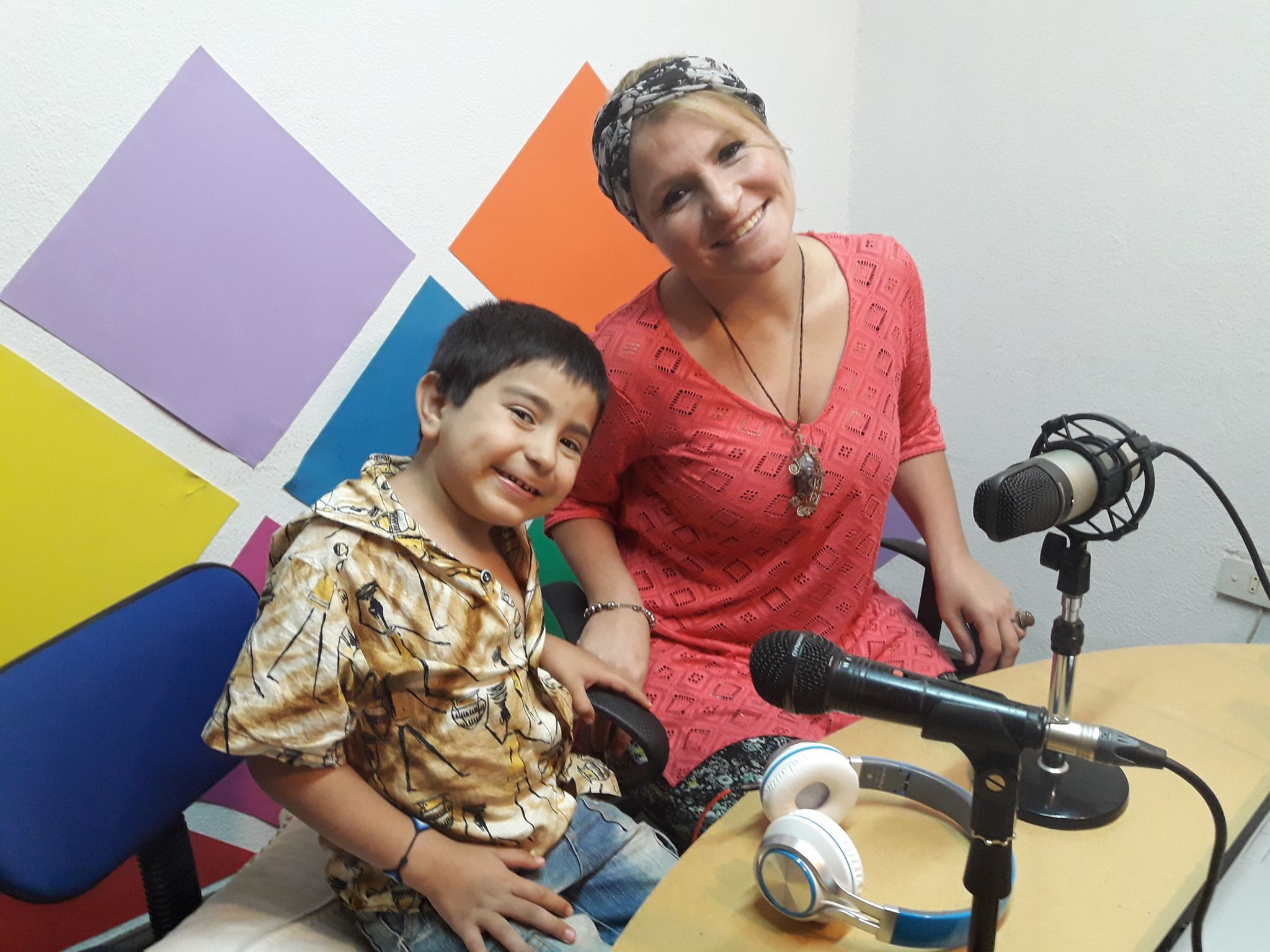
Fotografía durante un programa de radio en vivo sobre niños índigo.

Los niños índigo, según un concepto pseudocientífico de la Nueva Era, son niños que se cree poseen rasgos o habilidades especiales, inusuales y, a veces, sobrenaturales. La idea se basa en conceptos desarrollados en la década de 1970 por Nancy Ann Tappe y desarrollados posteriormente por Lee Carroll y Jan Tober.
El concepto de niños índigo ganó interés popular con la publicación de una serie de libros a fines de la década de 1990 y el estreno de varias películas en la década siguiente. Se han creado una variedad de libros, conferencias y materiales relacionados en torno a la creencia en la idea de los niños índigo, su naturaleza y habilidades. Las interpretaciones de estas creencias cubren un amplio espectro que va desde que son la siguiente etapa en la evolución humana, y que en algunos casos poseen habilidades paranormales como la telepatía, hasta la creencia de que son más empáticos y creativos que sus pares "no índigo".
No existen estudios científicos que respalden la credibilidad de la existencia de los niños índigo ni sus supuestas características. Algunos padres eligen etiquetar de esta manera a sus hijos que han sido diagnosticados con problemas de aprendizaje como una alternativa al diagnóstico médico o psicológico. Los críticos ven esto como una forma de que los padres eviten considerar un tratamiento pediátrico o un diagnóstico psiquiátrico. Algunas listas de rasgos utilizados para describir a los niños índigo también han sido criticadas por ser lo suficientemente vagas como para aplicarse a la mayoría de las personas, una forma del efecto Forer.

## Orígenes
El término "niños índigo" se originó con la parapsicóloga y autodenominada psíquica y sinestésica Nancy Ann Tappe, quien desarrolló el concepto en la década de 1970. En 1982, Tappe publicó un libro encuadernado en peine, el cual más tarde amplió y republicó en formato rústico en 1986 con el título "Understanding Your Life Thru Color" (Comprendiendo tu vida a través del color). En estas publicaciones, Tappe introdujo el concepto de "colores de vida", definido como "el único color del aura que permanece constante en la mayoría de las personas desde la cuna hasta la tumba". El concepto de "colores de vida" fue popularizado a nivel nacional por la alumna de Tappe, Barbara Bowers, quien publicó "What Color Is Your Aura?: Personality Spectrums for Understanding and Growth" (¿De qué color es tu aura?: Espectros de personalidad para la comprensión y el crecimiento) en 1989, y por la estudiante de Bowers, Pamala Oslie, quien publicó Life Colors: What the Colors in Your Aura Reveal en 1991.
Tappe declaró que a fines de la década de 1960 y principios de la de 1970 comenzó a notar que muchos niños nacían con auras índigo (o, en su terminología, con índigo como su "color de vida"). La idea fue popularizada más tarde por el libro de 1998 The Indigo Children: The New Kids Have Arrived, (Los niños índico: Los nuevos chicos han llegado) escrito por la pareja de promotores de autoayuda Lee Carroll y Jan Tober. Carroll afirma que el concepto lo obtuvo conversando telepáticamente con una entidad extraterrestre a la que denomina "Kryon".
En 2002, se llevó a cabo la primera conferencia internacional sobre niños índigo en Hawái, atrayendo a 600 asistentes, y posteriormente se han realizado conferencias similares en Florida, Oregón y otros lugares.
Se han producido varias películas sobre el tema, incluidas dos películas del escritor de la Nueva Era James Twyman: una película de 2003 titulada "Indigo" y un documental de 2006: "The Indigo Evolution".
Sarah W. Whedon sugiere en un artículo de 2009 en Nova Religio que la construcción social de los niños índigo es una respuesta a una "crisis aparente de la infancia estadounidense" en forma de aumento de la violencia juvenil y diagnósticos de trastorno por déficit de atención con hiperactividad. Whedon cree que los padres etiquetan a sus hijos como "índigo" para proporcionar una explicación alternativa del comportamiento inadecuado de sus hijos derivado del TDAH.

## Características asignadas a niños índigo
Las descripciones de los niños índigo incluyen que ellos:
- Son empáticos, curiosos y de voluntad fuerte.
- A menudo son percibidos por amigos y familiares como extraños.
- Poseen un sentido claro de autodefinición y propósito.
- Muestran una fuerte espiritualidad subconsciente innata desde la primera infancia (que, sin embargo, no implica necesariamente un interés directo en áreas espirituales o religiosas).
- Tienen un fuerte sentimiento de "tener derecho" o de merecer estar aquí.
- Mayores niveles de intuición, imaginación y espontaneidad.
- Pueden tener capacidades sobrenaturales como la telequinesis, la clarividencia, la piroquinesis o la capacidad de sanación.

Otros supuestos rasgos incluyen:
- Alto cociente de inteligencia.
- Habilidad intuitiva inherente.
- Resistencia a los paradigmas de autoridad rígidos y basados en el control.
- Poseer un fuerte sentimiento para generar una «diferencia significativa» en el mundo.

Según Tober y Carroll, los niños índigo pueden funcionar mal en las escuelas convencionales debido a su rechazo a la autoridad rígida, a que son más inteligentes o más maduros espiritualmente que sus maestros y a su falta de respuesta a la disciplina basada en la culpa, el miedo o la manipulación.
Según el psicólogo investigador Russell Barkley, el movimiento de la Nueva Era aún tiene que producir evidencia empírica de la existencia de los niños índigo, ya que los rasgos que se les atribuyen más comúnmente están estrechamente alineados con el efecto Forer, tan vagos que podrían describir a casi cualquier persona. Muchos críticos ven el concepto de niños índigo como compuesto de rasgos extremadamente generales, un diagnóstico falso que es una alternativa a un diagnóstico médico, con una falta total de rigor científico o estudios que lo respalden.
La psiquiatría y la psicología han desestimado la veracidad de las afirmaciones delos proponentes de la existencia de los niños índigo, ya que no se ha demostrado evidencia terrenal de su existencia. Expertos en psiquiatría infantil afirman que los simpatizantes de la Nueva Era, «deberían producir evidencia empírica».

## Relación con diagnósticos psiquiátricos

### El índigo como alternativa al diagnóstico
El profesor retirado de filosofía y escéptico Robert Todd Carroll señala que muchos de los involucrados en el fenómeno índigo tienen diferentes cualificaciones y experiencia, y que los padres pueden preferir etiquetar a su hijo como índigo como alternativa a un diagnóstico que podría implicar una crianza deficiente, crianza narcisista, daño, o condiciones mentales. Esta creencia es compartida por muchos psicólogos académicos.
A algunos expertos en salud mental les preocupa que etiquetar a un niño disruptivo como "índigo" pueda retrasar el diagnóstico y el tratamiento adecuados que podrían ayudar al niño o investigar el estilo de crianza que puede estar causando el comportamiento. Otros han afirmado que muchos de los rasgos de los niños índigo podrían interpretarse de forma más prosaica como simple falta de disciplina y atención.

### Relación con el trastorno por déficit de atención con hiperactividad
Muchos niños etiquetados como índigo por sus padres son diagnosticados con trastorno por déficit de atención con hiperactividad (TDAH) y el libro de Tober y Carroll "The Indigo Children" ( Los niños índigo) vinculó el concepto con el diagnóstico de TDAH. David Cohen señala que etiquetar a un niño como índigo es una alternativa a un diagnóstico que implica una enfermedad mental, lo que puede resultar atractivo para muchos padres. Cohen ha declarado: "La opinión en medicina es que el TDAH es un defecto. Es un trastorno. Si eres padre, la idea de 'superdotado' es mucho más atractiva que la idea de un trastorno".
Vinculando el concepto de los niños índigo con el disgusto por el uso de Ritalin para controlar el TDAH, Robert Todd Carroll afirma: "La exageración y casi histeria que rodea el uso de Ritalin ha contribuido a crear una atmósfera que hace posible que un libro como Indigo Children sea tomado en serio. Dada la elección, ¿quién no preferiría creer que sus hijos son especiales y elegidos para una gran misión en lugar de creer que tienen un trastorno cerebral?"
Stephen Hinshaw, profesor de psicología en la Universidad de California, Berkeley, afirma que las preocupaciones sobre la medicación excesiva de los niños son legítimas, pero incluso los niños superdotados con TDAH aprenden mejor con más estructura que con menos, incluso si la estructura inicialmente causa dificultades. Muchos etiquetados como niños índigo son o han sido educados en casa.
Muchos niños etiquetados como niños índigo tienen los mismos criterios de identificación que aquellos niños que han sido criados por un padre narcisista y se considera que han sufrido abuso emocional.
Un estudio de 2011 sugirió que los padres de niños con TDAH que etiquetan a sus hijos como "índigos" pueden percibir los comportamientos problemáticos emblemáticos del TDAH como más positivos y experimentar menos frustración y desilusión, aunque aún experimentan más emociones negativas y conflictos que los padres de niños no diagnosticados con TDAH.

### Relación con el autismo
Los niños de cristal, un concepto relacionado con los niños índigo, ha sido relacionado por la investigadora del autismo Mitzi Waltz con los trastornos del espectro autista. Los defensores recategorizan los síntomas de autismo como poderes telepáticos e intentan reconceptualizar "los rasgos autistas asociados con ellos como parte de una identidad positiva". Waltz afirma que puede haber peligros inherentes a estas creencias, lo que lleva a los padres a negar la existencia de impedimentos, evitar tratamientos probados y gastar una cantidad considerable de dinero en intervenciones inútiles. Waltz afirma que "los padres también pueden transmitir sistemas de creencias al niño que son auto-engrandecedores, confusos o potencialmente aterradores".

## Comercialización
El concepto de los niños índigo ha sido criticado por tener menos que ver con los niños y sus necesidades, y más por las ganancias que obtendrán los autodenominados expertos en ventas de libros y videos, así como lucrativas sesiones de asesoramiento, campamentos de verano, conferencias y charlas.

## Discusión como nuevo movimiento religioso
Nancy Ann Tappe señaló originalmente que se esperaba que un tipo de niño índigo (el "niño interdimensional"), a pesar de ser visto como abusivo, liderara nuevos movimientos religiosos.
Una autora pagana, Lorna Tedder, señala anecdóticamente que todas las mujeres paganas que conocía que tenían o iban a tener un hijo creían que su hijo era un niño índigo.
S. Zohreh Kermani afirma que "A pesar de sus problemas con la autoridad, temperamentos incontrolables y egos autoritarios, los niños índigo son la descendencia ideal de muchos padres paganos: sensibles, psíquicos y de voluntad fuerte." Pero también señala que el concepto tiene menos que ver con las habilidades psíquicas del niño que las propias esperanzas de los padres y el deseo de "distinguirse de las masas menos evolucionadas".
Daniel Kline, en un ensayo titulado "The New Kids: Indigo Children and New Age Discourse" (Los nuevos chicos: Niños índigo y el discurso de la Nueva Era), señala que la creencia mágica de que la inocencia de los niños equivale a poderes espirituales ha existido durante siglos, y que el movimiento de los niños índigo tiene sus raíces en un rechazo religioso de la medicina basada en la ciencia. En particular, afirma que Nancy Ann Tappe derivó algunas de sus ideas de Charles Webster Leadbeater (su principal innovación es enfatizar la conexión entre los niños y el color índigo), y que la adopción del concepto por parte de la Nueva Era es una reacción contra los diagnósticos de TDAH y autismo. Kline también analiza cómo Carroll y Tober han tratado de distanciarse de las creencias religiosas sobre los niños índigo para mantener el control del concepto (incluso retractándose de sus afirmaciones anteriores sobre las auras), y cómo tanto los escépticos como los de la Nueva Era usan referencias retóricas a la ciencia (a pesar del rechazo de estos últimos de los métodos científicos) para legitimar sus creencias ideológicas sobre la existencia de los niños índigo.
En el Festival de Ideas de la Universidad de Cambridge de 2014, la antropóloga Beth Singler discutió cómo el término "niños índigo" funcionó como un nuevo movimiento religioso, junto con el Jediismo. El trabajo de Singler se centra en el movimiento Indigo como parte de una discusión general sobre "pánicos morales relacionados con los niños, la crianza de los hijos, el diagnóstico de afecciones como el TDAH y el autismo y las teorías de conspiración sobre las grandes farmacéuticas y las vacunas".